# Internationale Filmfestspiele von Venedig 2001
Die 58. Internationalen Filmfestspiele von Venedig fanden vom 29. August bis zum 8. September 2001 statt.
Für den Wettbewerb wurde folgende Jury berufen: Nanni Moretti (Jurypräsident), Amitav Ghosh, Jerzy Skolimowski, Jeanne Balibar, Taylor Hackford, Cecilia Roth und Vibeke Windeløv.

## Wettbewerb
Am Wettbewerb des Festivals nahmen folgende Filme teil: 
| Filmtitel                         | Regisseur          | Produktionsland                               | Darsteller (Auswahl)                                    |
| --------------------------------- | ------------------ | --------------------------------------------- | ------------------------------------------------------- |
| Address Unknown                   | Kim Ki-duk         | Südkorea                                      | Yang Dong-kun, Ban Min-jung                             |
| Bully                             | Larry Clark        | USA, Frankreich                               | Nick Stahl, Brad Renfro, Michael Pitt                   |
| Dupa-amiaza unui tortionar        | Lucian Pintilie    | Frankreich, Rumänien, Gabun                   | Gheorghe Dinică, Radu Beligan                           |
| Eden                              | Amos Gitai         | Italien, Israel, Frankreich                   | Samantha Morton, Thomas Jane                            |
| Geheime Wahl (Raye makhfi)        | Babak Payami       | Italien, Kanada, Schweiz, Iran                | Nassim Abdi, Cyrus Abidi                                |
| The Navigators                    | Ken Loach          | UK, Deutschland, Spanien                      | Dean Andrews, Thomas Craig                              |
| Heung gong yau gok hor lei wood   | Fruit Chan         | Hongkong, Frankreich, UK, Japan               | Xun Zhou, Glen Chin                                     |
| Hinter der Sonne                  | Walter Salles      | Brasilien, Frankreich, Schweiz                | José Dumont, Rodrigo Santoro                            |
| How Harry Became a Tree           | Goran Paskaljević  | Italien, Frankreich, UK, Irland               | Colm Meaney, Adrian Dunbar                              |
| Hundstage                         | Ulrich Seidl       | Österreich                                    | Maria Hofstätter, Franziska Weisz                       |
| Licht meiner Augen                | Giuseppe Piccioni  | Italien                                       | Luigi Lo Cascio, Sandra Ceccarelli                      |
| Loin – Weit weg                   | André Téchiné      | Frankreich                                    | Stéphane Rideau, Yasmina Reza                           |
| Luna rossa                        | Antonio Capuano    | Italien                                       | Licia Maglietta, Carlo Cecchi, Toni Servillo            |
| Y Tu Mamá También – Lust for Life | Alfonso Cuarón     | Mexiko                                        | Diego Luna, Gael García Bernal, Maribel Verdú           |
| Monsoon Wedding*                  | Mira Nair          | Indien, USA, Frankreich, Italien, Deutschland | Naseeruddin Shah, Lillete Dubey, Shefali Shetty         |
| The Others                        | Alejandro Amenábar | USA, Spanien, Frankreich, Italien             | Nicole Kidman, Fionnula Flanagan, Christopher Eccleston |
| Quem És Tu?                       | João Botelho       | Portugal                                      | Patrícia Guerreiro, Suzana Borges, Rui Morisson         |
| Sauvage innocence                 | Philippe Garrel    | Frankreich, Niederlande                       | Mehdi Belhaj Kacem, Julia Faure, Michel Subor           |
| The Triumph of Love               | Clare Peploe       | Italien, UK                                   | Mira Sorvino, Rachael Sterling, Ben Kingsley            |
| Waking Life                       | Richard Linklater  | USA                                           | Wiley Wiggins                                           |

* = Goldener Löwe

## Preisträger

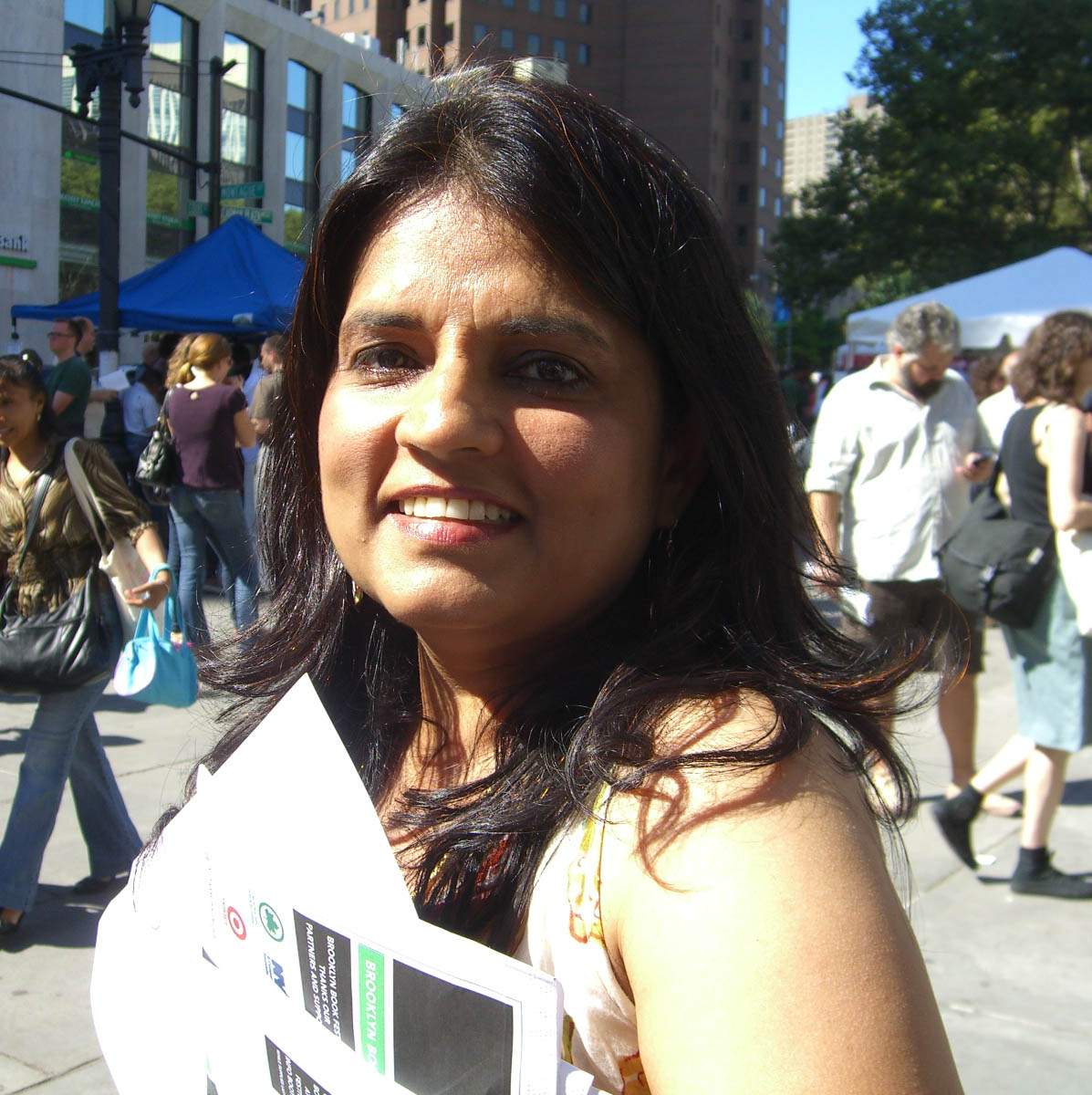
Mira Nair, Gewinnerin des Goldenen Löwen

| Preis                                                   | Film                              | Preisträger                    |
| ------------------------------------------------------- | --------------------------------- | ------------------------------ |
| Goldener Löwe (bester Film)                             | Monsoon Wedding                   | Mira Nair                      |
| Spezialpreis der Jury                                   | Hundstage                         | Ulrich Seidl                   |
| Coppa Volpi (bester Darsteller)                         | Licht meiner Augen                | Luigi Lo Cascio                |
| Coppa Volpi (beste Darstellerin)                        | Licht meiner Augen                | Sandra Ceccarelli              |
| Marcello-Mastroianni-Preis (bester Nachwuchsdarsteller) | Y Tu Mamá También – Lust for Life | Gael García Bernal, Diego Luna |
| Regiepreis                                              | Geheime Wahl (Raye makhfi)        | Babak Payami                   |
| Drehbuchpreis                                           | Y Tu Mamá También – Lust for Life | Alfonso Cuarón, Carlos Cuarón  |
| Leone Speciale für sein Lebenswerk                      |                                   | Éric Rohmer                    |

## Weitere Preise
- Bester Kurzfilm: Freunde von Jan Krüger (Deutschland)
- Luigi Di Laurentiis Award: Brot und Milch (Kruh in mleko) von Jan Cvitkovič
- FIPRESCI-Preis: Sauvage innocence von Philippe Garrel
- OCIC Award: Geheime Wahl (Raye makhfi) von Babak Payami
- UNICEF Award: Geheime Wahl von Babak Payami